# Laamamra
Laamamra (àrab لعمامرة) és una comuna rural de la província de Safi de la regió de Marràqueix-Safi. Segons el cens de 2014 tenia una població total de 12.717 persones.